# 교황 빅토르 1세
교황 빅토르 1세(라틴어: Victor I, 이탈리아어: Vittore I)는 제14대 교황(재위: 189년 - 198년/199년)이다. 사후 기독교의 성인으로 시성되었으며, 축일은 7월 28일이다.
기독교 역사상 로마 제국의 아프리카 속주에서 태어난 최초의 교황이다. 그가 태어난 곳은 렙티스 마그나(또는 트리폴리타니아)일 것으로 추정되고 있다. 거의 모든 자료들은 빅토르 1세가 10년간 기독교를 통치했다고 주장하나 《교황 연대표》만이 9년을 주장하고 있다.
빅토르 1세가 교황이 되기 전만 해도 로마 교회와 소아시아 교회들 간에는 예수 부활 대축일 기념 날짜 차이가 있었으며, 양측은 상대방의 입장을 배려하여 모두를 허용하였다. 소아시아 교회에서는 유대인의 과월절 전날인 유대인 달력 니산 달(1월) 제14일을 (주중의 무슨 요일이든 상관없이) 예수 부활 대축일로 기념하였는데, 그 이유는 예수의 십자가형이 과월절 축제 전의 금요일에 일어났기 때문이다. 서방 교회에서는 이들을 가리켜 ‘십사일 주창자(十四日主唱者, Quartodecimans)’라고 불렀다. 이에 반해 로마를 포함하여 서방 교회에서는 니산 달 제14일 다음 주일을 예수 부활 대축일로 기념하였다. 예수 부활 대축일을 고정시키기 위하여 모든 주교가 로마에 모여 회의를 한 후 주일에 지키도록 합의를 보았으나 에페소스의 폴리크라테스가 주도하는 소수의 주교들이 이에 반대하였다. 빅토르 1세는 폴리크라테스를 파문하고 관계를 끊으려고 하였으나, 여러 주교들, 특히 이레네오의 주장을 받아들여 회의를 조용히 끝냈다. 이레네오의 주장은 십사일 준수는 이름 있는 여러 교회가 초창기부터 지켜 온 관습이므로 이를 강제로 폐지할 수 없다는 것이었다. 빅토르 1세의 의지는 처음으로 로마의 영향을 다른 지역에 미치려는 움직임으로 평가되고 있다. 한편, 빅토르 1세는 양자설을 주장한 비잔티움의 테오도투스를 단죄하기도 하였다.
빅토르 1세는 교황으로서는 처음으로 로마 황제의 가족과 교제한 인물이며 사르데냐의 광산에서 고생하던 신자들의 명단을 작성하여 기독교 신자였던 마르치아 황후의 도움으로 그들을 모두 해방시켜 주었다.
일각에서는 빅토르 1세가 최초의 흑인 교황이었을지도 모른다는 이야기도 있다.

## 같이 보기
- 교황 목록